# Château d'Azay-le-Rideau
Le château d'Azay-le-Rideau, situé dans la commune d'Azay-le-Rideau en Indre-et-Loire, est un château de style Renaissance bâti sous le règne de François Ier pour
Gilles Berthelot, trésorier de France.
Profondément restauré et remanié au XIXe siècle par ses propriétaires dans le style néo-Renaissance, il est acheté par l’État en 1905 et classé monuments historiques le 18 avril 1914. Une nouvelle restauration importante menée de 2015 à 2017 a redonné sa splendeur au château et en fait l'un des fleurons des châteaux de la vallée de la Loire.

## Histoire

### Construction du château en 1518 pour le trésorier de France Gilles Berthelot et son épouse
À la fin du XVe siècle, Martin Berthelot († vers 1498), maître de la chambre aux deniers du roi, reçoit en dot de sa femme l'ancienne forteresse d'Azay qui avait été achetée par le père de celle-ci, bourgeois de Tours. Son fils, Gilles Berthelot, trésorier de France et plus tard maire de Tours, complète en 1512 l’acquisition à Azay de biens qui forment alors son domaine d'Azay.
Le château d'Azay-le-rideau est bâti de 1518 à 1524 par un architecte non identifié à ce jour pour Gilles Berthelot et son épouse Philippe Lesbahy, à l'emplacement d'un château féodal qui selon la tradition, aurait été érigé pour un certain Huges Ridel et fut démantelé et brûlé en 1418 par le Dauphin lors de l'invasion de la Touraine par le duc de Bourgogne.
Gilles Berthelot étant souvent absent, les travaux sont réalisés sous la direction de sa femme Philippe Lesbahy, qui quand elle est elle-même absente, confie la surveillance du chantier à l'abbé Guillaume Artault, curé de Saint-Cyr.
Gilles Berthelot n'a pas le temps de terminer la construction du château. Un certain nombre de financiers dont son cousin Jacques de Beaune-Semblançay et lui-même sont accusés de malversation. Semblançay est arrêté et pendu et Gilles Berthelot est condamné en octobre 1527. Craignant pour sa vie, il s'enfuit alors à Metz avec son épouse. Il meurt à Cambrai en 1529,. En juin 1528, François Ier confisque le château qui est alors inachevé.

### Donné par le roi à Antoine Raffin et transmission dans sa descendance (1535-1791)
Philippe Lesbahy, veuve de Gille Berthelot, demande à François Ier la restitution du château d'Azay-le-Rideau, mais en vain : le roi l'offre en 1535 à Antoine Raffin, capitaine de ses gardes du corps et sénéchal d'Agenois et de Gascogne.
Antoine Raffin fait effectuer quelques aménagements au château, mais l'idée de fermer la cour (ce qui lui aurait donné la forme traditionnelle d'un  quadrilatère) est abandonnée et le château conservera une forme « en L ».
Par le mariage de sa petite-fille, le château passe dans la famille de Saint-Gelais de Lusignan de Lansac, puis  en 1651 dans la famille de Vassé et en 1684 à Henri de Beringhen, premier écuyer du roi. Ce dernier fit construire  à l'entrée du château les communs, pour contenir les écuries, l'orangerie et les logements du personnel. Il fait également tracer une majestueuse cour en hémicycle devant la grille d'honneur. Le château passe, ensuite, toujours par alliance, dans la famille Lemayre de Courtemanche qui le vend en  1791 à la famille de  Biencourt.

### Achat  et transformation par la famille de Biencourt (1791-1899)
En 1791 le château « abandonné et très dégradé » est vendu pour 300 000 livres tournois par Henry de Courtemanche au marquis Charles de Biencourt (1747-1824), maréchal des camps et armées du roi, député de la noblesse aux États Généraux de 1789, puis à la Constituante. Le marquis de Biencourt étant favorable aux idées nouvelles, le château échappe de ce fait à la destruction lors de la Révolution.
Le marquis de Biencourt et son épouse Marie-Jeanne Chauvelin de Beauséjour procèdent à de profonds changements intérieurs et extérieurs et emploient pour cela l'architecte Pierre-Charles Dusillion, qui avait également travaillé au château voisin d'Ussé. Ils font ajouter au rez-de-chaussée Sud du château un « pavillon chinois » (détruit vers 1860 ?), et vers 1825 ou 1826 aménager la bibliothèque qui, comme le salon situé à l'opposé, est alors décoré de lambris bas en bois mouluré surmontés d'une toile peinte à grands motifs végétaux (conservée - projet de restitution de l'état XIXe).
Son fils Armand-François-Marie de Biencourt (1773-1854), maire de la commune d'Azay de 1825 à 1830, entretient avec beaucoup de soins le château et entreprend la première grande restauration. En 1845, il fait construite une tour de style Renaissance pour remplacer une tour médiévale qui subsistait à droite à l'entrée de la cour d'honneur et ajoute en 1865 une nouvelle tour copiée sur la première, pour rendre symétrique la façade est. Il fait procéder au rétablissement des voûtes et des lucarnes, il fait aussi élargir le terre-plein dominant la rivière au sud, créant ainsi une grande terrasse desservie depuis le salon par un perron, qui sont supprimés lors de la restauration du XXe siècle.
Il y constitue une collection de près de 300 portraits historiques attribués aux plus grands peintres,. Le château est ouvert aux visiteurs, fait rare pour un bien privé sous le Second Empire.
En 1871, après la défaite de l'armée française, des troupes prussiennes s'installent dans le château qui est réquisitionné. La demeure est occupée pendant un mois par le prince Frédéric-Charles de Prusse et son état-major.

### Mise en vente en 1899 et achat par l’État en 1905
Ruiné entre autres par le krach boursier de l'Union Générale (1882) et ne pouvant plus assurer l'entretien du domaine d'Azay-Le-Rideau, Charles-Marie-Christian de Biencourt (1826-1914), propriétaire depuis 1862, veuf et ayant perdu ses deux fils, est contraint en 1898 de mettre en vente ce patrimoine. Dans un premier temps, il met en vente le mobilier et les œuvres d'art dont les 300 portraits historiques puis la demeure et ses 850 hectares de terres dont un parc de 24 hectares, douze fermes, trois moulins à eau.
Ces biens sont acquis une première fois en mars 1899 pour 1 280 000 francs par Henry de Larocque-Latour et son épouse Alice de Cugnac, dans le but de le transformer « en université destinée à de jeunes pensionnaires étrangers qui auraient étudié la civilisation française » ; mais leur projet s'avère insolvable ; le domaine est placé sous saisie par le tribunal civil de Chinon en 1902 qui ordonne une vente aux enchères publiques le 19 mars 1903 du domaine et du château d'Azay-Le-Rideau pour une mise à prix de 500 000 francs. L'adjudication fut ajournée faute d'enchères et le domaine fut remis en vente sur une nouvelle mise à prix de 300 000 francs.
Le domaine est acheté pour 517 000 francs par Jean-Achille Arteau, « avoué plaidant à Tours », qui conserve les vastes terres et bois de bon rapport, mais veut se défaire du château vide de mobilier et du parc, qu'il propose à l'État.
Le 11 août 1905, l'État achète le château et une partie du parc pour 200 000 francs-or (de l'ordre de grandeur d'un million d'euros de 2023), grâce à un legs de l'industriel Léon Dru ; l'ensemble est classé Monument Historique le même jour, et un an plus tard y est créé par décret un « musée national de l'art de la Renaissance », placé sous la double responsabilité du conservateur Xavier de Ricard et de l'architecte Jean Hardion.
Depuis 1907, le château a fait l'objet d'importantes restaurations.
En 1939-1940, le château en partie démeublé abrite la Direction Générale de l’Éducation Nationale « en repli » comme les autres ministères français.
Le château est aujourd'hui géré par le Centre des monuments nationaux. Il a bénéficié d'importants dépôts du Mobilier national pour reconstituer d'après photographies, l'ambiance des intérieurs des Biencourt.

## Architecture

### Extérieur

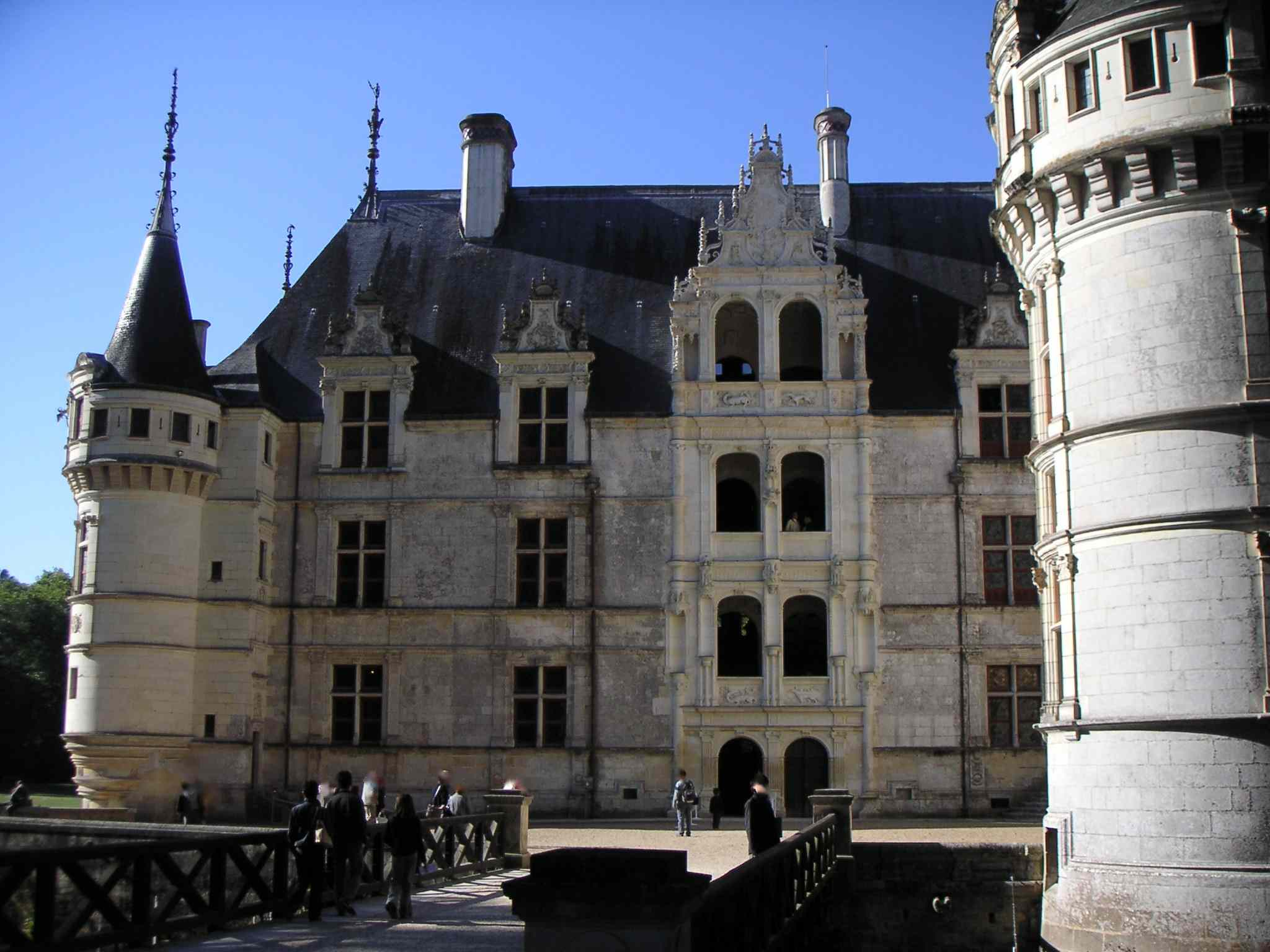
Vue du château d'Azay-le-Rideau par le côté de la cour intérieure.

Décrit par Balzac (hôte de Saché) qui y déjeune une fois, comme « un diamant taillé à facettes serti par l’Indre », Azay-le-Rideau est un des plus célèbres châteaux de la Loire.
Relativement petit, le corps de logis s'articule en un corps principal et une aile en équerre, quadrillés de bandeaux horizontaux, entourés par l'Indre et par un parc boisé. Chaque angle est pourvu d'une tourelle. Le centre du bâtiment est désigné par l'entrée monumentale, ainsi que par l'escalier d'honneur à rampes droites qui dérègle le rythme des fenêtres : il dispose en effet de trois étages de baies jumelées formant des loggias et un fronton ouvragé, décalés par rapport au réseau des fenêtres du reste de l'édifice. Cet élément à grande valeur décorative est composé de plusieurs ornements à la mode italienne : colonnes, pilastres, coquilles, médaillons, etc.

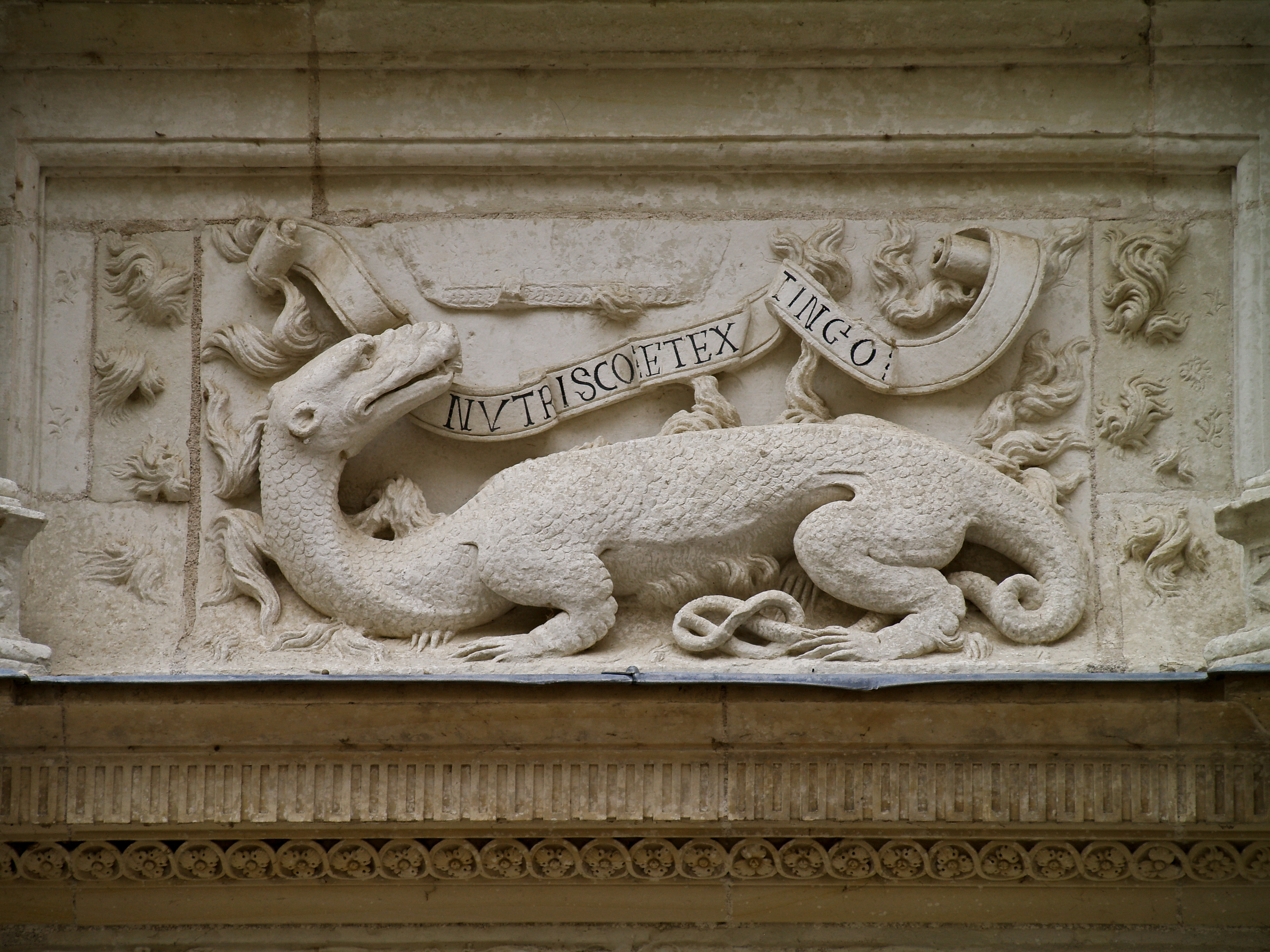
La salamandre de François Ier et sa devise : « Nutrisco et extinguo ».

La porte d'entrée, semblable aux arcs de triomphe romains, est ornée des initiales de Gilles Berthelot et de sa femme, tandis que la partie inférieure des baies est décorée de la salamandre et de l'hermine, en référence au roi François Ier et à son épouse Claude.
Les volées portant le plafond de l'escalier d'honneur sont ornées de caissons encadrant des médaillons sculptés représentant des visages ou bustes de personnages vus de profil, certains du XVIe siècle, série qui fut continuée par l'ajout de « la filiation des rois et reines de France de Louis XII jusqu'à Henri IV » commandée par Armand-François de Biencourt. Les clés d'arc présentent des sculptures très travaillées.
Mais cette inspiration italianisante alterne avec des références féodales devenues éléments de décor. Ainsi, on observe la trace de mâchicoulis sur les toits et d'un chemin de ronde sur les murs extérieurs dont la disposition - courant sur trois côtés et se prolongeant derrière les fenêtres ouvertes dans le parapet - rappelle celle du château de Montsoreau. Tout cela mêlé à de hautes toitures, ornées de poivrières effilées et de longues lucarnes.

### Intérieur

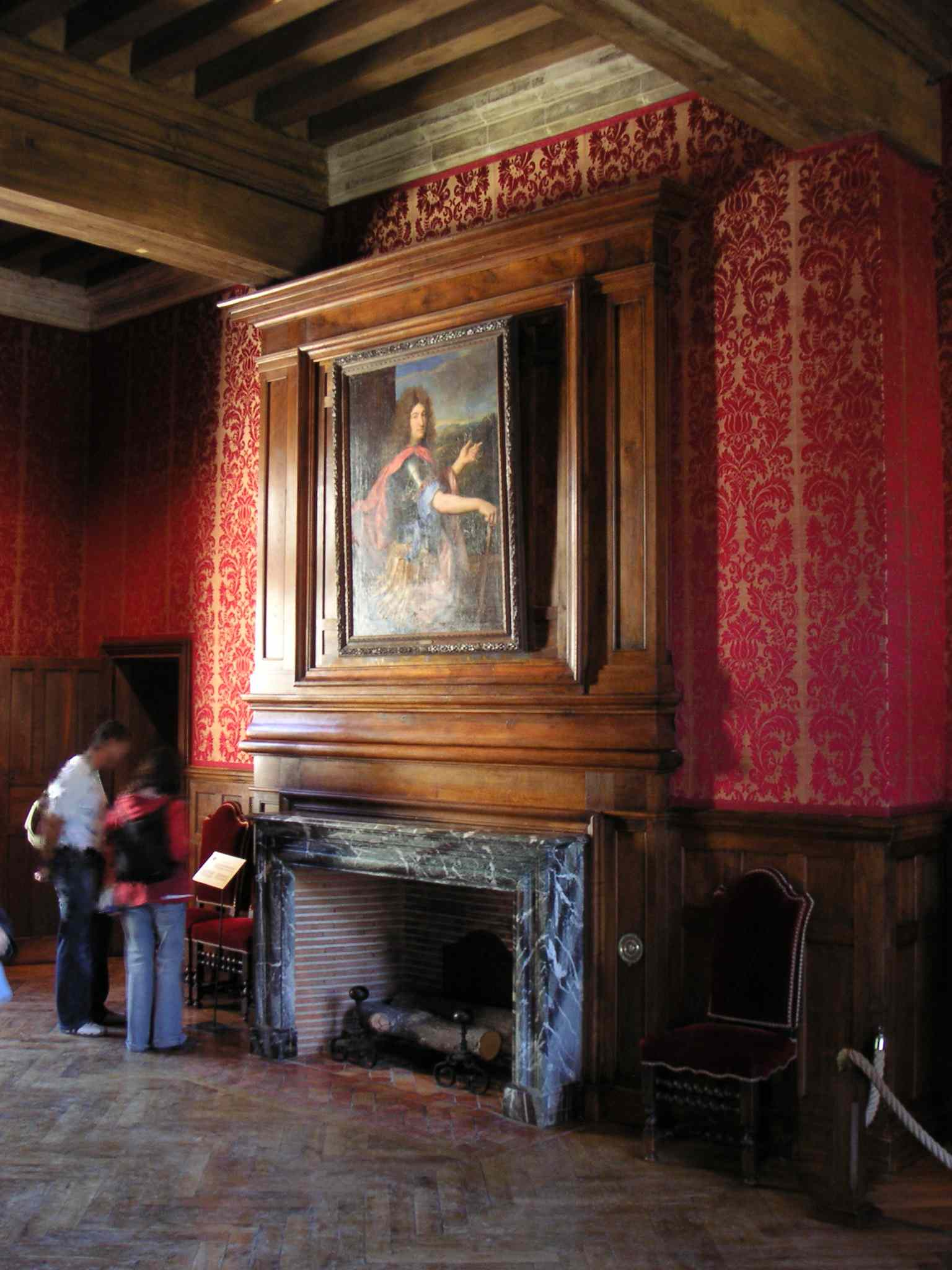
Antichambre au premier étage du château. Au-dessus de la cheminée, un portrait du marquis de Beringhen, par Mignard.

L'intérieur reste celui d'un château de la Renaissance italienne, avec ses décors sculpturaux riches, où restent des traces de la Renaissance flamande avec les tapisseries du XVIe siècle et XVIIe siècle exposées dans plusieurs pièces du château.
On note des « verdures » d'Anvers et Tournai, des scènes de l'Ancien Testament tissés à Audenarde, l'Histoire de Psyché réalisée à Bruxelles, ou encore la tenture de Renaud et Armide, exécutée à Paris dans les ateliers du faubourg Saint-Marcel d'après des cartons de Simon Vouet.
Le mobilier et le décor sont également très riches : chaire à dais en chêne de la fin du XVe siècle, crédences, etc. ainsi que plusieurs tableaux, dont une Dame au bain (Diane de Poitiers ?) de François Clouet, le portrait de Catherine de Médicis.
L'intérieur est notamment constitué de plusieurs salons et appartements, dont la plupart ont été redécorés dans le style néo-Renaissance au XIXe siècle :
- Une « chambre blanche », meublée d'un lit de satin brodé de la fin du XVIIe siècle et de tapisseries représentant des scènes de chasse du XVIIe siècle ainsi qu'un portrait ornant la cheminée ;
- La « chambre bleue », au deuxième étage, fut occupée par Louis XIII, qui y a dormi deux nuits. Elle est notamment meublée d'un cabinet en poirier noirci orné de scènes gravées sur ivoire, représentant la guerre de Trente Ans ;
- La bibliothèque possède une cheminée, des lambris bas, un riche décor mural, et abrite un ensemble de gravures plans et dessins montrant les différentes restaurations menées par les Biencourt (projet de restitution de l'état XIXe siècle) ;
- La salle à manger ;
- Le salon, ouvert par des vitraux des XVIe et XVIIe siècles, et orné de portraits royaux et tableaux de la Renaissance et du XVIIe siècle, dont un portrait de Diane de Poitiers tiré de l'atelier de François Ier, un portrait du duc et de la duchesse de Longueville, un portrait de Marie d'Autriche, sœur de Charles Quint, et de Catherine de Médicis. Cette salle possède une cheminée monumentale décorée d'une salamandre ;

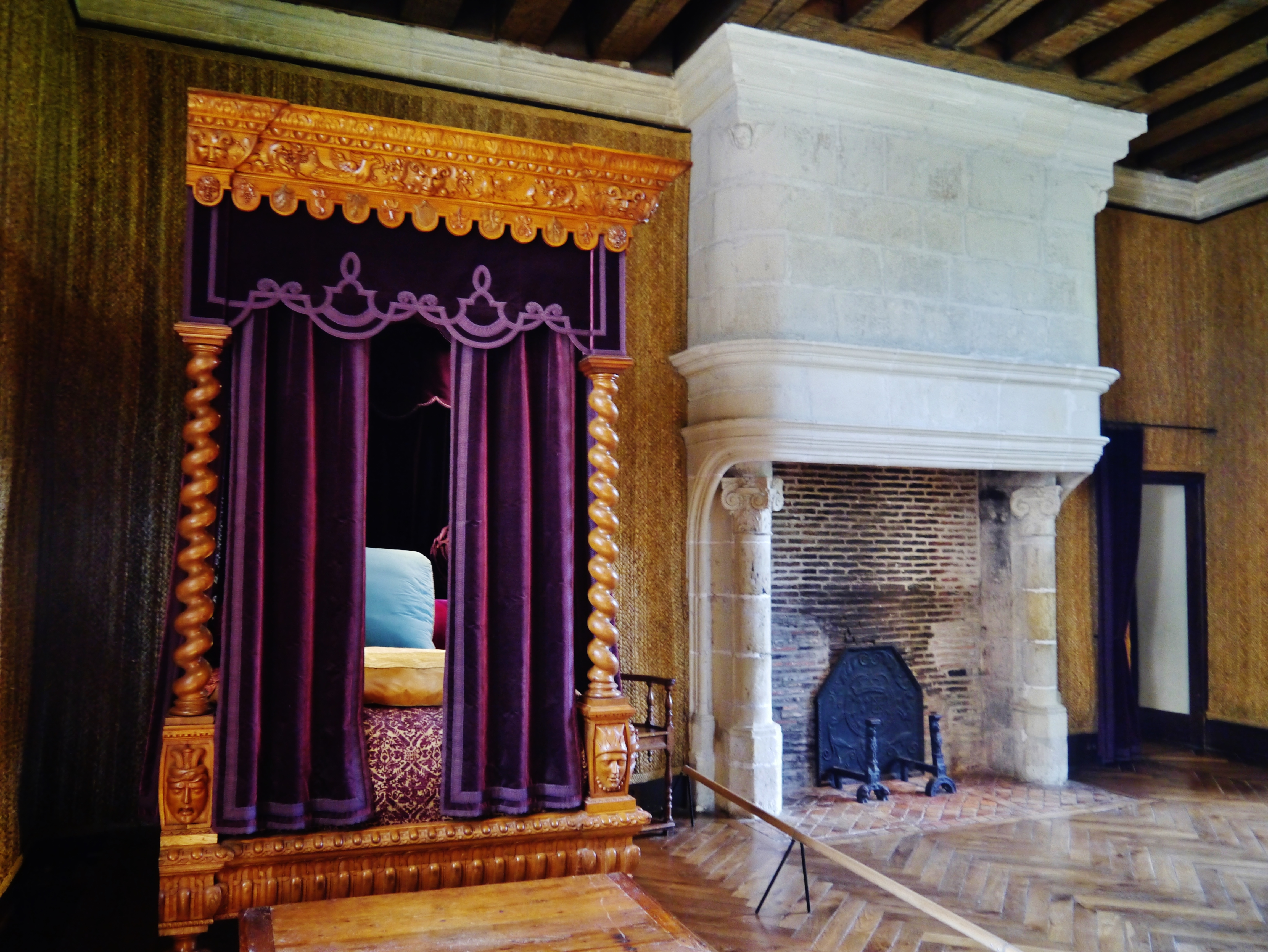
Chambre Renaissance dite « de Philippe Lesbahy », reconstitution du début du XXIe siècle. Lit à colonnes du XIXe siècle de style néo-renaissance.

- Les appartements royaux, composés d'une antichambre dans laquelle sont exposés des portraits représentant certains rois de France comme François Ier, Henri III ou encore Louis XIII, et murée de tentures rouge et or ; la grande chambre royale, est décorée d'une tapisserie du début du XVIIe siècle ;
- La grande salle du premier étage, est décorée de tapisseries des XVIe et XVIIe siècles, et d'une cheminée qui est ornée de la salamandre de François Ier et d'une frise de feuillages. Les murs sont teints de bleu ;
- Un cabinet espagnol du XVIe siècle et un autre portugais du XVIIe siècle ;
- La vaste cuisine voûtée en croisée d'ogives est rehaussée au XIXe siècle et possède une cheminée qui est ornée du sceau des Berthelot ;
- Chambre du maître de maison, meublée et tapissée à la mode du XVIe siècle ;
- La salle de billard (beau meuble du XIXe siècle) a une cheminée du XVIe siècle, avec un moulage dont l'original est au château de Montal (Lot). Cette salle est ornée de deux tapisseries de Beauvais du XVIIIe siècle : Chasse au canard et Chasse au cerf.

Depuis 2012, le château est progressivement remeublé suivant un partenariat scientifique entre le Centre des monuments nationaux et le Mobilier national. En se fondant sur les inventaires de 1854 et de la fin du XIXe siècle (ameublement des marquis de Biencourt), le Mobilier national a déposé 140 meubles, bronzes et tableaux équivalents à ceux d'origine. Ce dépôt a permis de remeubler l'intégralité du rez-de-chaussée (bibliothèque, grand salon, salle à manger, salle de billard) avec des objets des XVIIIe et XIXe siècles. Rideaux, tapis de table et bandeaux de cheminée ont été refaits par les ateliers du Mobilier national, en se fondant sur les sources d'archives et les photographies anciennes. La nouvelle présentation des salles a été inaugurée le 6 juillet 2017.

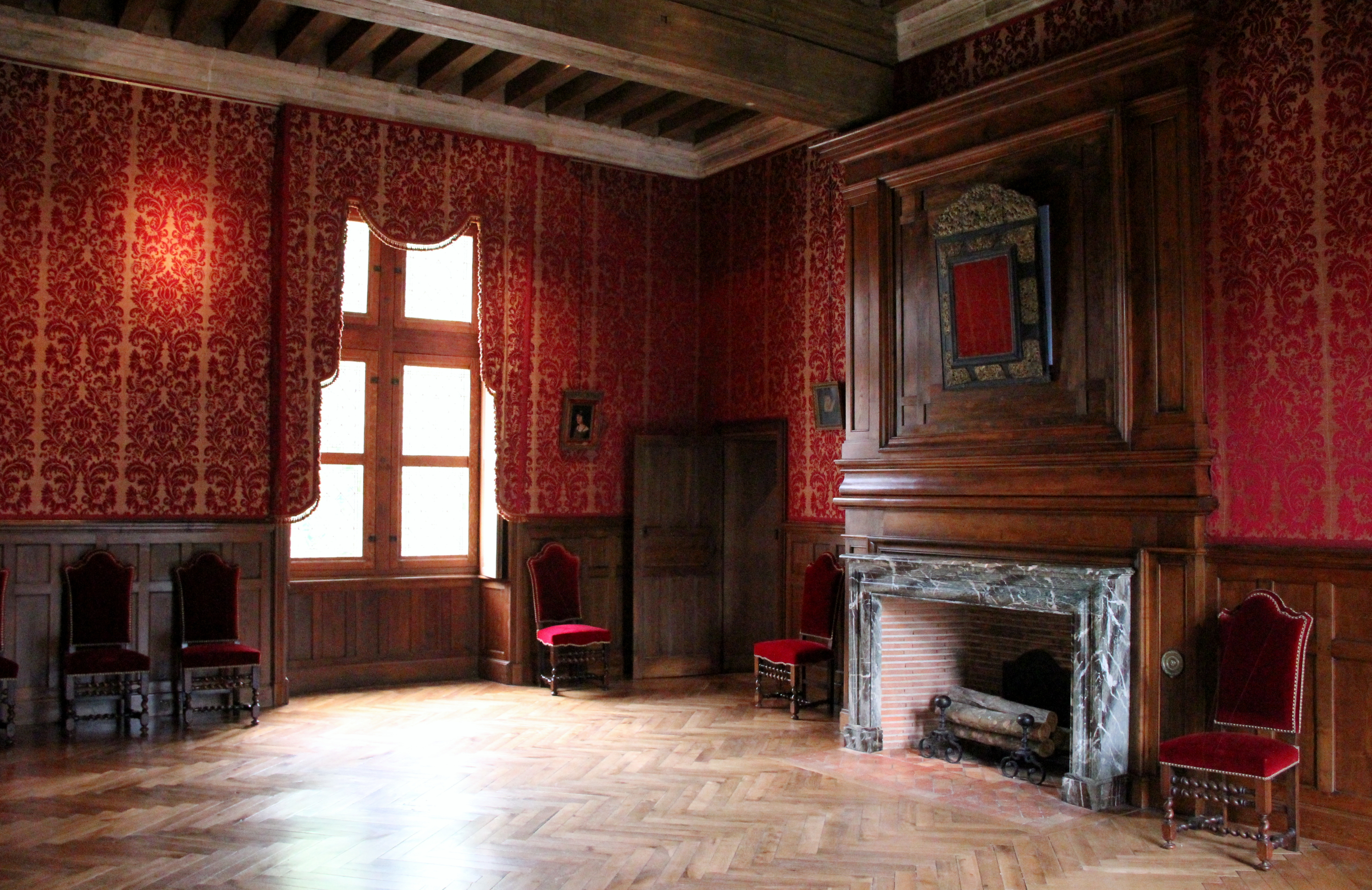
Antichambre.
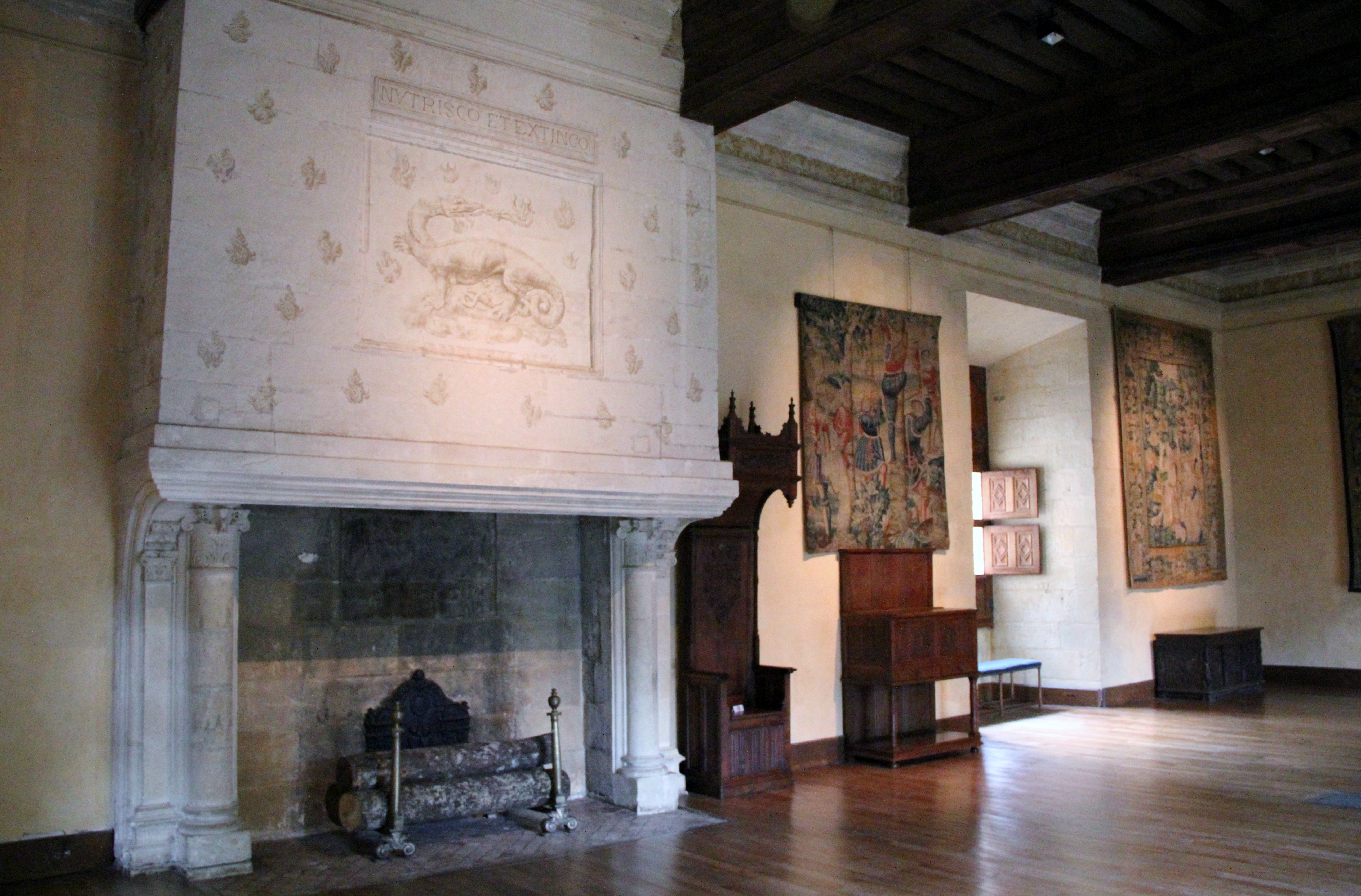
Cheminée.
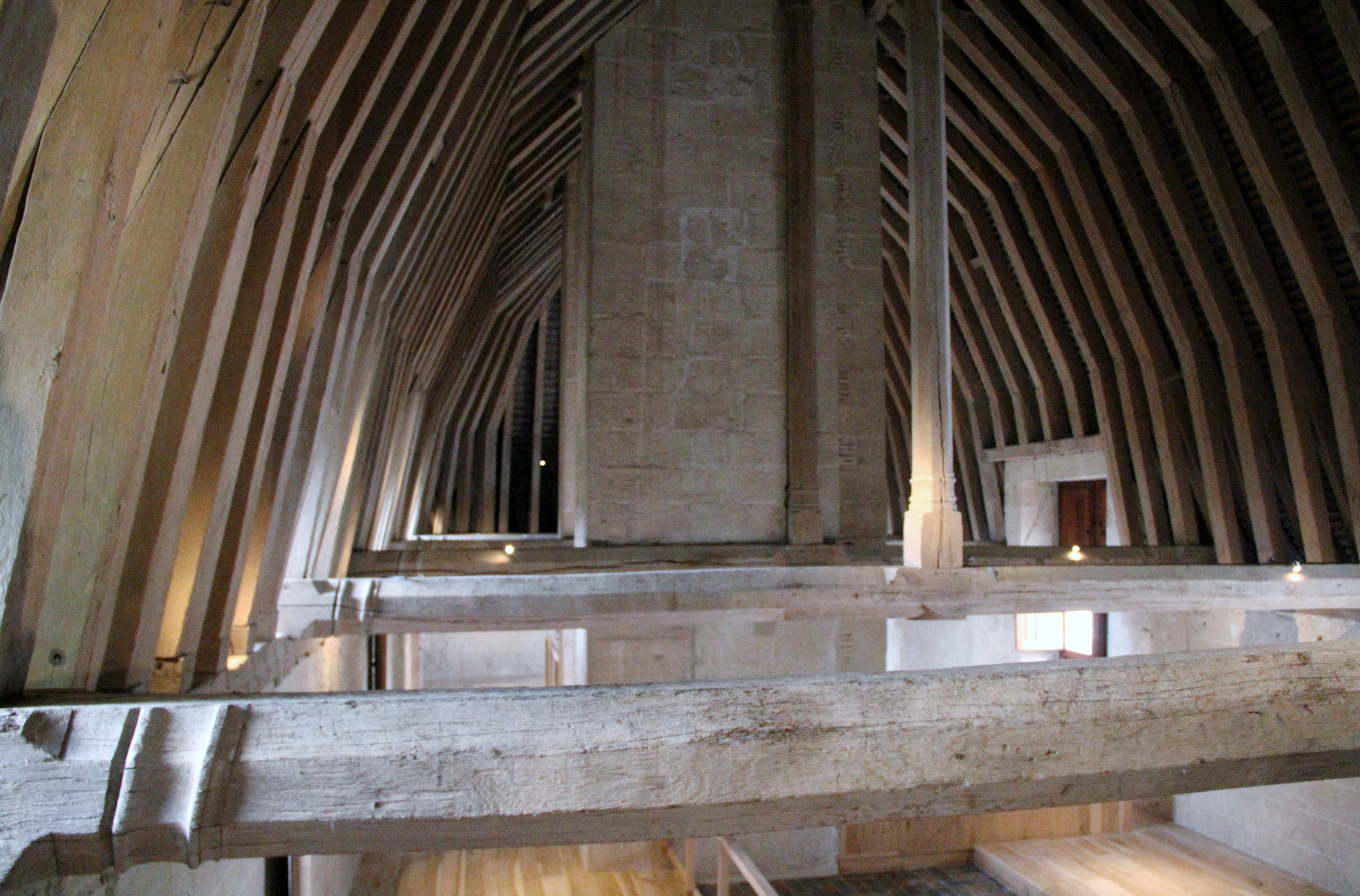
Charpente.

## Jardins
Les jardins actuels ont été profondément réaménagés au XIXe siècle par les Biencourt, qui les redessinent en un grand parc paysager.
Au sud et à l'ouest, ils sont dotés de deux miroirs d'eau (héritages symboliques d'anciennes douves, ces miroirs sont en fait créés en 1950 par l'architecte en chef des monuments historiques qui a fait élargir le bras de la rivière de façon que l’eau borde les fondations dans lesquels se reflètent les façades.

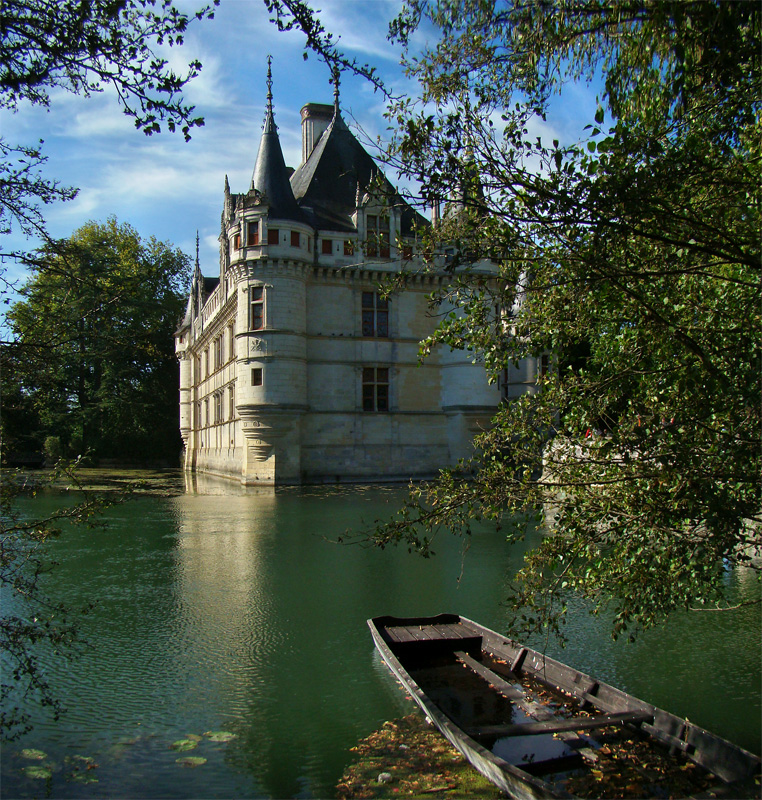
Côté jardin.
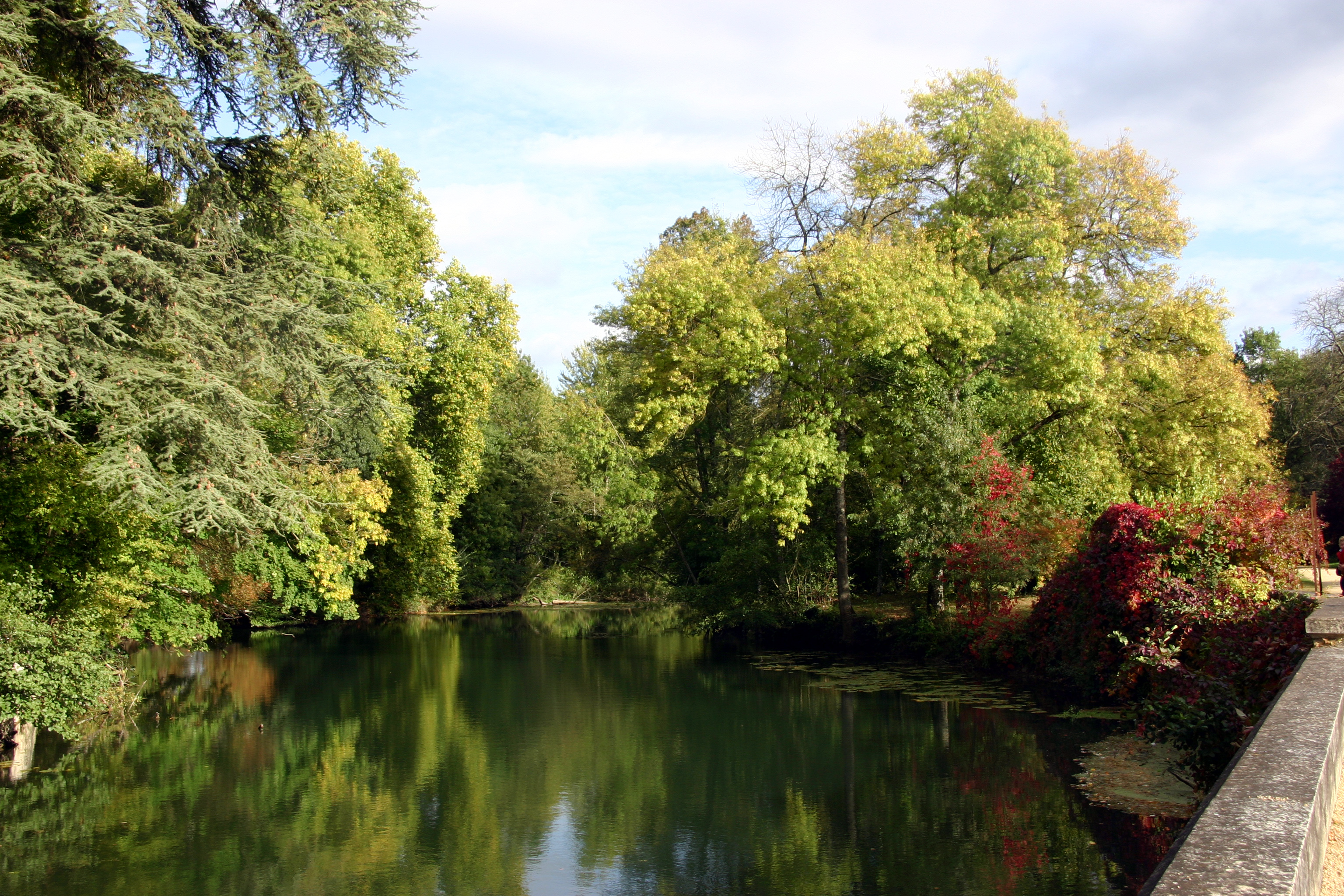
Jardins.

## Iconographie
Le peintre Bernard Buffet a représenté sa façade sud en 1969 dans une huile sur toile qui a figuré à une vente aux enchères publiques du 11 décembre 2017.

## Protection
Le château a tout d'abord été classé monument historique sur la liste de 1875 ; il a été déclassé en 1888 avant d'être reclassé par arrêté du 11 août 1905 avec son parc et ses dépendances.

## Photographies

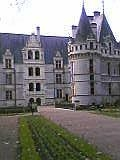
Entrée du château (Renaissance).
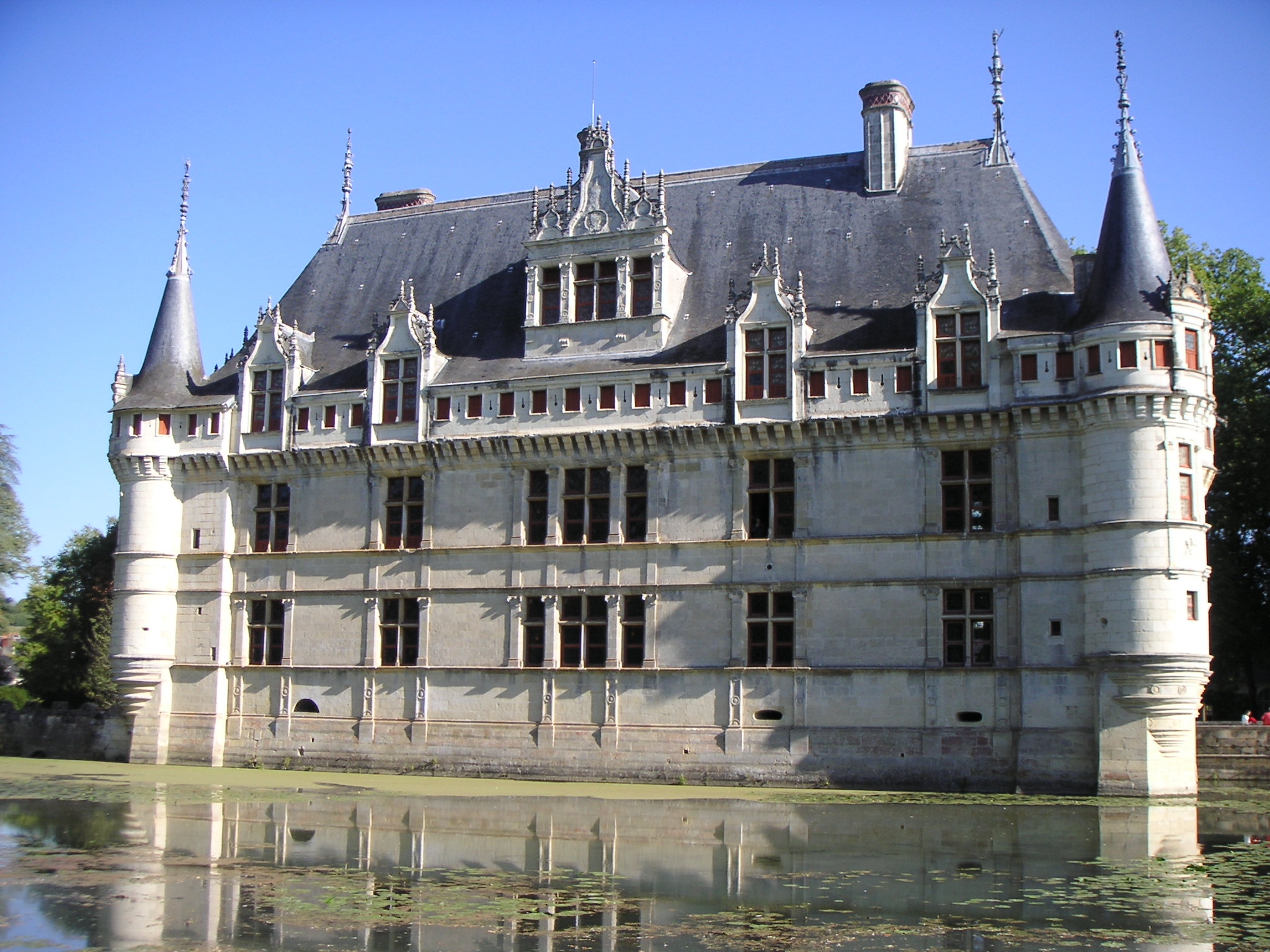
Vue du château par le jardin.
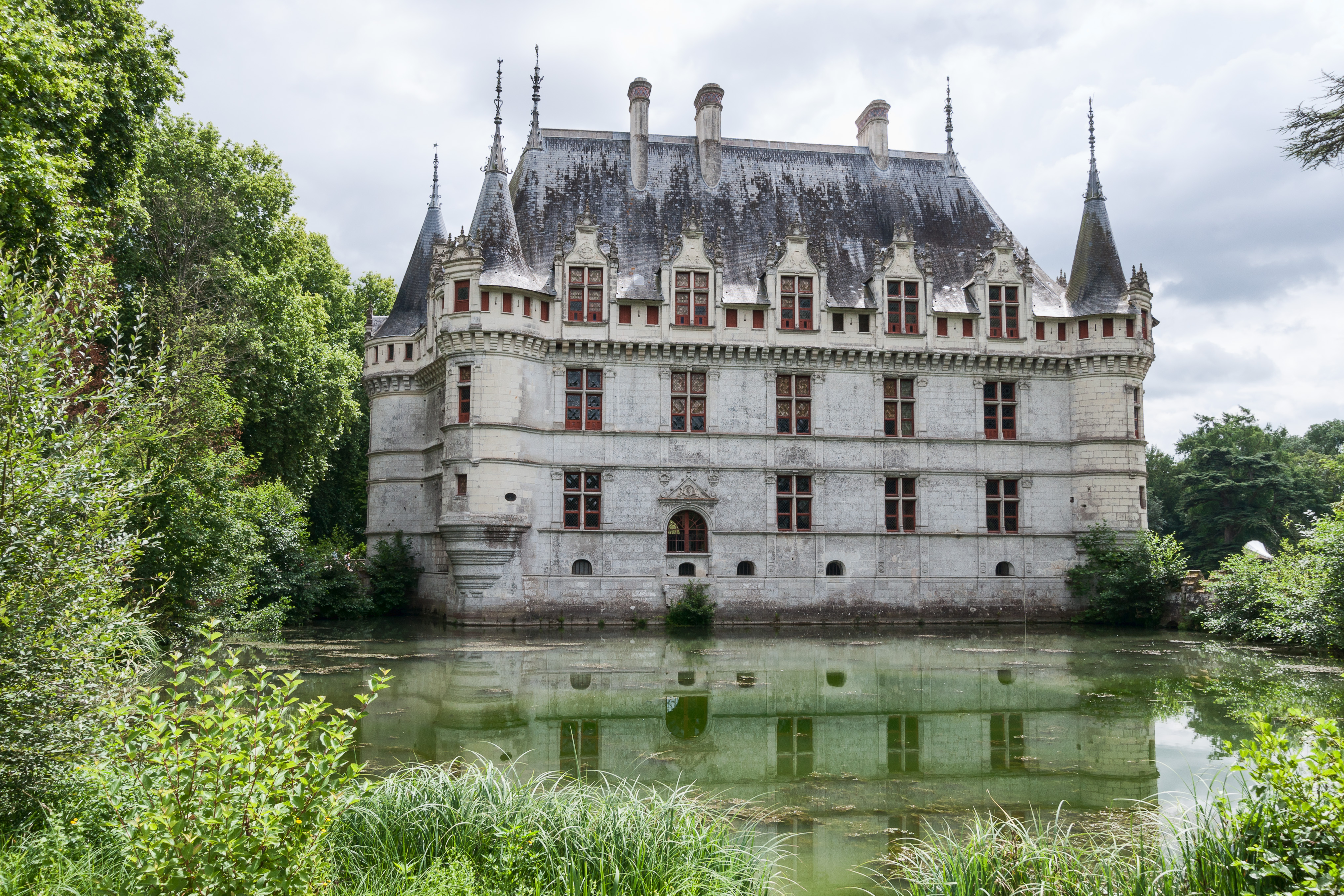
Vue du château.
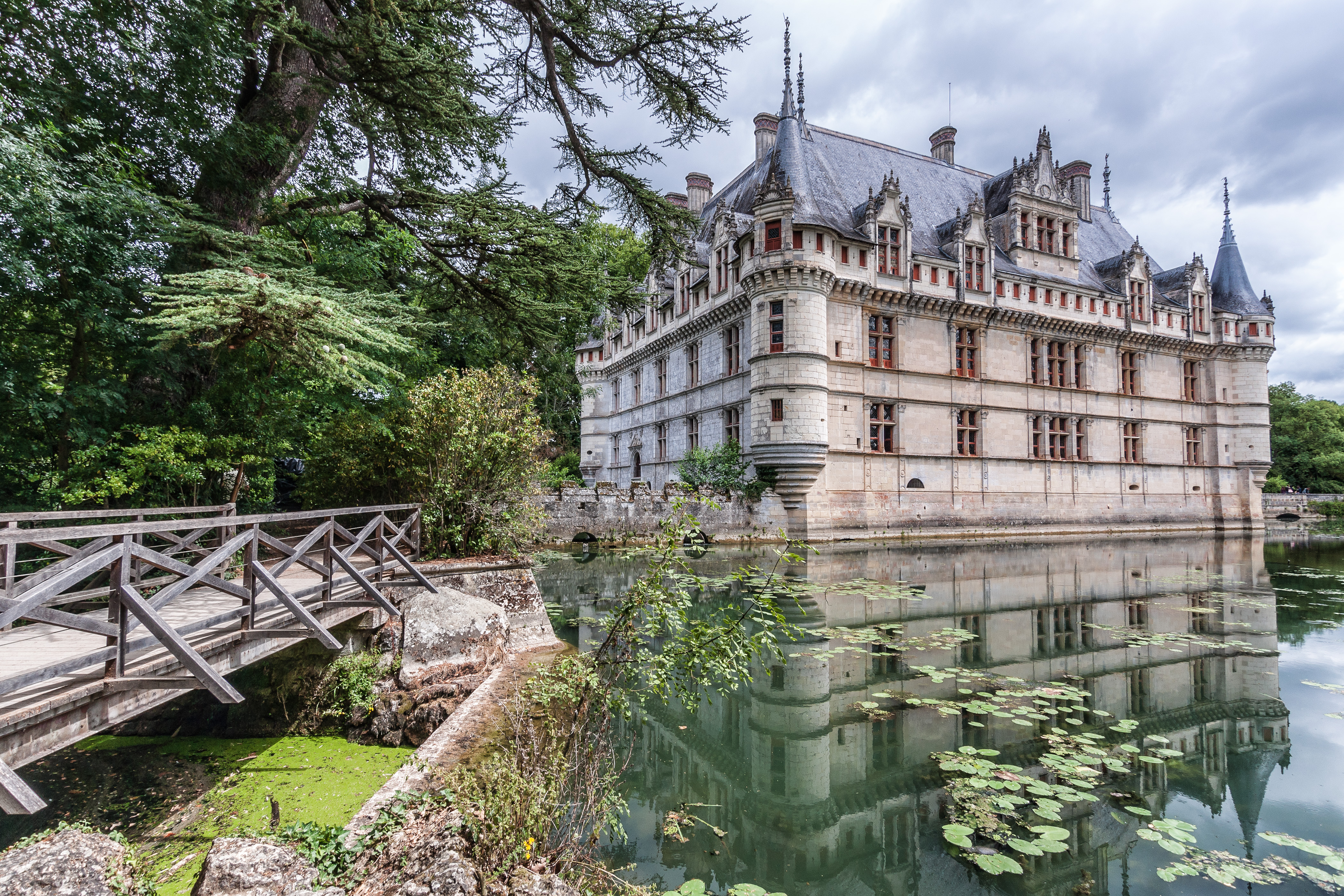
Vue par le jardin.
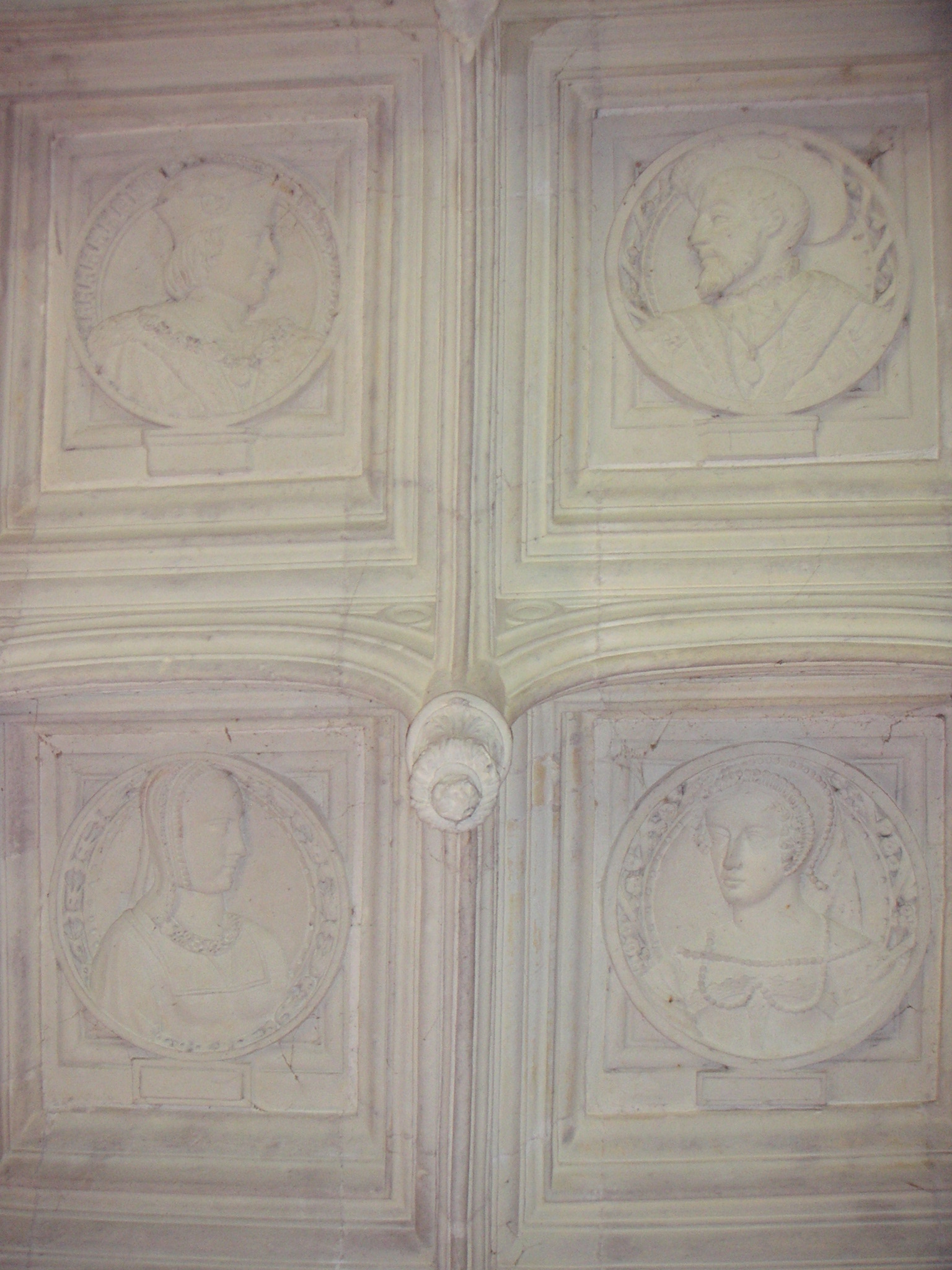
Détails du plafond de l'escalier.
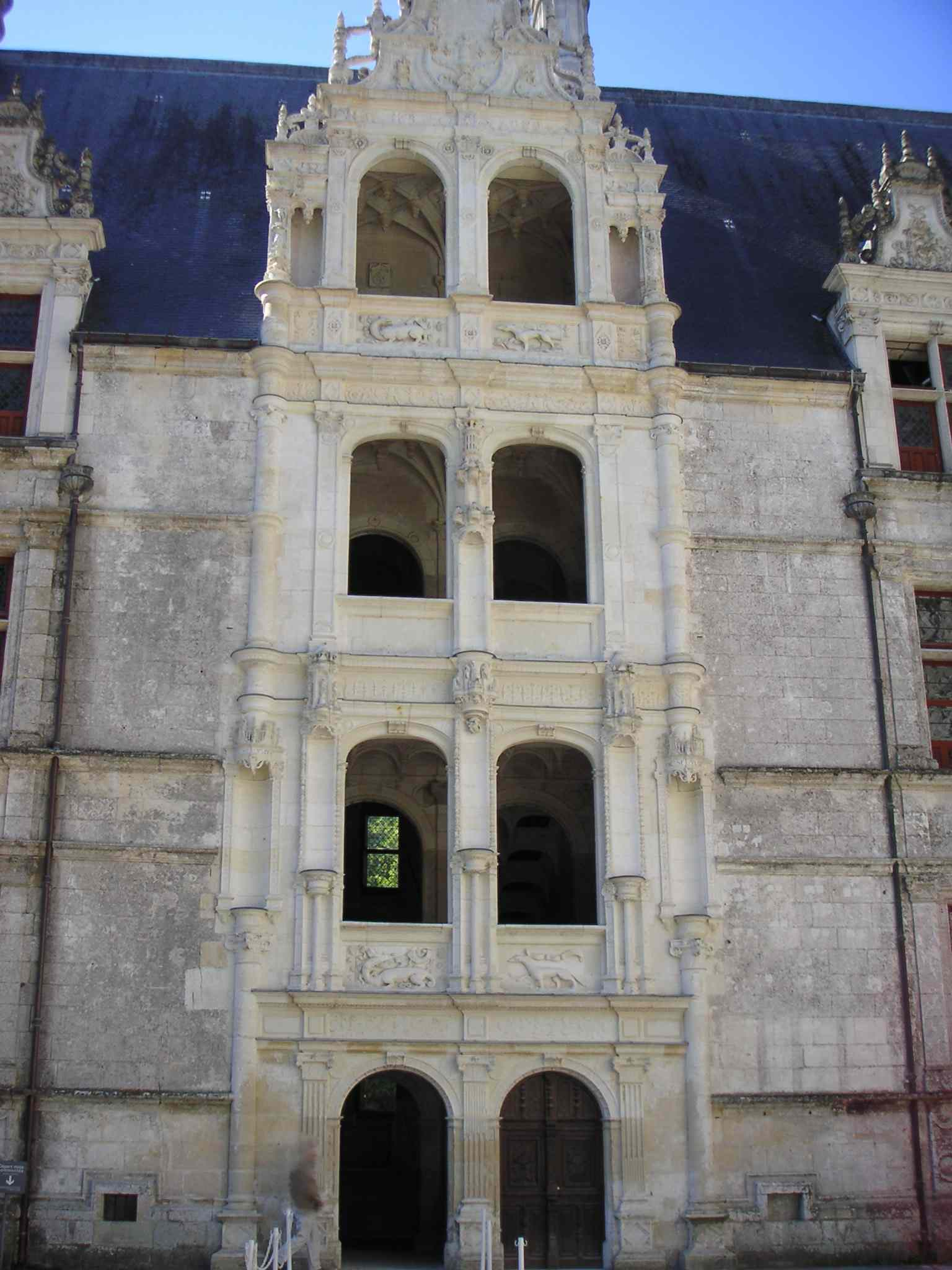
Vue de l'escalier.